# الشباب في إفريقيا
الشباب في إفريقيا شكل 19٪ من سكان العالم في عام 2015 وبلغ عددهم 226 مليون. تعرف الأمم المتحدة الشباب على أنهم أشخاص تتراوح أعمارهم بين 15 و 24 عامًا. بحلول عام 2030 من المتوقع أن يزداد عدد الشباب في أفريقيا بنسبة 42 ٪.  سكان إفريقيا ككل هم شباب للغاية حيث 60٪ من القارة بأكملها تقل أعمارهم عن 25 عامًا مما يجعلها أصغر قارة في العالم من حيث التركيب السكاني. جميع البلدان العشرة الأولى في العالم من حيث العمر في العالم هي في أفريقيا مع احتلال النيجر المرتبة الأولى بمتوسط 15.1 سنة. هناك خلاف بين النقاد والمحللين حول ما يمكن أن يعنيه هذا التوزيع السكاني بالنسبة للدول الأفريقية؛ يعتقد البعض أنه في ظل الحكم الفعال يمكن للاقتصاد أن يستفيد وينمو بشكل كبير في حين جادل آخرون بأن عددًا كبيرًا من الشباب الذين يعانون من سوء الإدارة قد يؤدي إلى مزيد من عدم الاستقرار والصراع الأهلي.
وجدت دراسة أجريت عام 2004 أن الشباب هم الأكثر عرضة لارتكاب أعمال عنف وكذلك من المرجح أن يصبحوا ضحايا للعنف بأنفسهم. يواجه شباب إفريقيا عولمة الثقافة بأشكال عديدة مختلفة مثل الأزياء والموسيقى بما في ذلك موسيقى الراب والهيب هوب الأمريكية. هناك قضية هامة أخرى بالنسبة لشباب إفريقيا وهي الوقاية من الأمراض وعلاجها والقضاء عليها مع الإشارة بشكل خاص إلى فيروس نقص المناعة البشرية / الإيدز الذي لا يزال سببًا رئيسيًا للمرض والوفيات بين الشباب الأفريقي.

## التوظيف
هناك أزمة في الافتقار إلى فرص العمل الماهرة الرسمية في جميع أنحاء إفريقيا والتي تتفاقم بإضافة 10-12 مليون شاب إلى سوق العمل كل عام. إن العائد الديموغرافي في إفريقيا لديه القدرة على أن يصبح «قنبلة موقوتة»  أو لتوفير إمكانات كبيرة للتنمية الاقتصادية والتي يستكشفها صندوق الأمم المتحدة للسكان.
معدل بطالة الشباب في جميع أنحاء أفريقيا مرتفع حيث بلغ 30.6 ٪ في شمال إفريقيا وهو ثاني أعلى معدل في المنطقة على مستوى العالم،  بينما في أفريقيا جنوب الصحراء الكبرى انخفض المعدل إلى 12.9 ٪ في عام 2016. تختلف من 53.6 ٪ في سوازيلند و 52.3 ٪ في جنوب أفريقيا وإلى 3.3 ٪ في رواندا في عام 2016.  مع زيادة العمر بين السكان العاملين ترتفع أيضًا مستويات العمالة حيث يكون الشباب أكثر عاطلين عن العمل ثلاث مرات من البالغين (تبلغ من العمر 25 عامًا أو أكثر) مما يدل على التحيز ضد الشباب في أسواق العمل الأفريقية.

### توظيف الخريجين
ساهم الافتقار إلى فرص توظيف الخريجين في جميع أنحاء القارة في ارتفاع مستويات العمالة غير الرسمية والعمالة الناقصة والبطالة بين خريجي الجامعات. التقديرات إلى أن 600000 خريج من جنوب إفريقيا غير قادرين على العثور على عمل مناسب. عملت العديد من الدول الإفريقية على تشجيع توظيف الخريجين المهرة الرسميين من خلال برامج مثل المرصد الافتراضي للتعليم العالي الإفريقي  الذي يسعى إلى تطوير مهارات قابلية التوظيف بين الطلاب وخدمة الشباب الوطني في غانا. 

### الجنس
تعاني الشابات من معدلات بطالة أعلى من الرجال في جميع البلدان الأفريقية مما قد ينجم عن عدم المساواة بين الجنسين في التعليم الابتدائي والثانوي،  في سوازيلند فقط التي حققت المساواة بين الجنسين في الالتحاق بالمدارس الثانوية في أفريقيا. في جمهورية أفريقيا الوسطى وتشاد أقل من نصف عدد البنات الملتحقات بالمدارس في المدارس الثانوية في عام 2012.  وهذا يأخذ الأساس للتوظيف الرسمي الماهر بعيدًا عن الفتيات مما يزيد من تفاقمه بسبب التحيز القائم على النوع الاجتماعي. في مكان العمل؛ النساء اللائي يتمتعن بمهارات وخبرات متساوية أكثر عرضة للنضال من أجل الحصول على عمل خمس مرات أكثر من الرجال في كينيا. القضايا الأخرى التي تؤثر على عمل الشابات: زواج الأطفال والقوانين والعادات التي تقيد تصرفات المرأة وتنقلها. 

### الاقتصاد غير الرسمي
يشتمل الاقتصاد غير الرسمي  على 75٪ من العمالة غير الزراعية في إفريقيا. يعد هذا أعلى بكثير من مثيله في المناطق الأخرى، ولا تشجعه المنظمات الدولية مثل البنك الدولي ومنظمة العمل الدولية  قد يكون العمل غير الرسمي ضارًا أيضًا على المستويات الاجتماعية نظرًا لافتقاره إلى التنظيم الرسمي والضمان الاجتماعي المحدود وضعف الأجور وظروف العمل. 

## العنف
في أفريقيا كان 70٪ من سكان المدن ضحايا للجرائم  بشكل رئيسي في وقت السلم،  والشباب هم الأكثر عرضة لارتكاب أعمال عنف وأعمال عنف ويكونون ضحايا لها.  ومع ذلك فإن الافتقار إلى أساليب موثوقة لجمع البيانات يعني أنه لا يُعرف سوى القليل عن المدى الحقيقي لمشاركة الشباب في العنف في إفريقيا.

### أزمة الشباب
يصف كروز أوبراين (1996) الشباب الأفريقي بأنه «الجيل الضائع»،  لأنه يجادل بأن انتقال الشباب إلى مرحلة البلوغ قد تم حظره أو تمديده  يعتقد كروز أوبراين أن السبب في ذلك هو فشل الدول والمنظمات التقليدية، التي تخلت عن وعودها للشباب حول فوائد التنمية. يرى بيترز (2012) أن الانخراط في العنف ينظر إليه من قبل العديد من الشباب الأفريقي على أنه يتمتع بفرص جدارة أكثر من البقاء في نظام إرث من شأنه أن يؤدي إلى تفاقم وضعهم المهمش  على سبيل المثال في الكاميرون بعد إدخال برامج التكيف الهيكلي في عام 1987. ومع ذلك يجب توضيح أنه ليس كل الشباب الأفريقي في أزمة ولكن هناك حاجة إلى مزيد من الدراسة حول كيفية جعل الشباب الذين لا يشاركون في العنف مصدر رزقهم في نظام ينظر إليه على أنه خذلهم.

### عصابات الشباب
هناك العديد من «العصابات» في جميع أنحاء القارة الأفريقية. ومن الأمثلة على ذلك حركة تحرير دلتا النيجر التي اختطفت عمال النفط وهاجمت حقول النفط وفجرت خطوط الأنابيب وقاتلت الجيش النيجيري.
تصف مارثا كاري (2008)  كيف أحبط الشباب في سيراليون في طموحاتهم من قبل المجتمعات السرية القائمة على العمر والسياسيين الفاسدين والأنظمة السياسية وأصبح الاقتصاد في تراجع وبتر الأطراف العامة لإرسال رسائل إلى أولئك الذين في السلطة.
يتم تمويل بعض العصابات في دلتا النيجر في نيجيريا من قبل السياسيين للعمل لصالحهم خلال أوقات الانتخابات أو عن طريق حماية ممتلكاتهم الخاصة.  عصابات أخرى مثل «كولونا» وهي نظام من العصابات الإجرامية المنظمة في كينشاسا بجمهورية الكونغو الديمقراطية بتشكيل الفرص واستغلالها.
يلاحظ موسر ومكلوين (2014) أن الشباب غالباً ما ينخرطون في عصابات عنيفة لأسباب اقتصادية ولكن أيضًا لخلق شعور بالهوية لأنفسهم في سياق أوسع من الاستبعاد الاجتماعي والاقتصادي.
إن الصعوبات في تحديد المرحلة التي يدخل فيها الشباب أن هناك القليل من الأطر المتعددة الأطراف للتدخل في عنف الشباب في إفريقيا  على سبيل المثال من قبل الأمم المتحدة. اقترح برنامج الأمم المتحدة الإنمائي في عام 2006 أن هناك حاجة ملحة لإطار عمل كلي ومستنير يستثمر في الشباب ومجتمعاتهم وقدرتهم على المشاركة في صنع القرار.

## الحضارة
ربما لا تكون عولمة الثقافة أكثر وضوحًا من الطبيعة المتغيرة للعلاقة بين شباب العالم وشعورهم بالهوية. يزرع الأفارقة عادات وقيم مادية وفردية مرتبطة مسبقًا بالثقافات الغربية.  دوامة الاتجاهات الحديثة والحديثة والأزياء والأفكار والتقنيات التي تضرب المدن أولاً لها جاذبية قوية. شباب الريف الذين لا يريدون أن يُنظر إليهم على أنهم متخلفون أو متهافتون يتبنون اتجاهات واردة أيضًا.

### ثقافة الهيب هوب
كان للتحرير دور أساسي في تزويد شباب إفريقيا بالتعرض والوصول إلى موسيقى الراب حيث سمح بسهولة الوصول إلى السلع والخدمات الأجنبية، بما في ذلك ملابس الهيب هوب والموسيقى والمجلات. 

### تنزانيا
أدخلت الحكومة التحرير السياسي والاقتصادي في أواخر الثمانينيات وأوائل التسعينيات. دمج الشباب التنزاني العديد من العناصر الموسيقية والنصية (وكذلك المرئية) من موسيقى الهيب هوب المحلية والأجنبية عند تشكيل هوياتهم المعاصرة. تربط هذه الهويات بوساطة موسيقية الشباب التنزاني بالأجيال الشابة في جامايكا والولايات المتحدة الأمريكية. يحدد فايس (2009) حلاقين الشعر في المناطق الحضرية من تنزانيا كمواقع للنضال من أجل كسب العيش وسط الأزمة الاقتصادية. تعد أماكن العمل هذه بمثابة عقد في انفجار للثقافة الشعبية التي تستوعب الصور المستمدة من الدورة العالمية لموسيقى الهيب هوب والأزياء والمشاهير.
في المناطق الحضرية في تنزانيا أصبحت موسيقى الراب وسيلة أساسية للشباب لتعليم الآخرين حول البطالة والفساد والاختلافات الطبقية وفيروس نقص المناعة البشرية / الإيدز، وغيرها من القضايا.  يقع الشباب في قلب كل من الأجهزة التحليلية والعمل السياسي، وقد أصبح الشغل الشاغل للسياسيين. يسلط سوريانو (2007) الضوء على حقيقة أنه خلال الحملة الانتخابية العامة الأخيرة لـ CCM في عام 2005، رافق جاكيلا كيكويت (الرئيس التنزاني 2005-2015) من قبل فنانين هيب هوب وبونغو فلافا الشباب من أجل الترفيه، وجذب وتسليم شعار حزب جديد للجمهور بشكل أكثر فعالية.

### لغات الشباب
الشباب في العديد من المراكز الحضرية في القارة الأفريقية باستمرار خلق لغاتهم الخاصة من أجل تمييز أنفسهم عن الأجيال الأكبر سنا. غالبًا ما يساهم الفنانون الشباب في نشر المصطلحات الجديدة وكلمات «شنغ العامية» (مزيج من اللغة السواحيلية والإنجليزية). 

## الصحة
يعد فيروس نقص المناعة البشرية / الإيدز أحد الأسباب الرئيسية للوفاة بين الشباب في إفريقيا، وخاصة الشابات الأكثر عرضة للإصابة بفيروس نقص المناعة البشرية مقارنة بالشباب في نفس الموقع والظروف.  الأمراض الأخرى، مثل السل والملاريا هي أيضًا من أهم خمسة أسباب للوفيات بين الشباب.

### فيروس نقص المناعة البشرية / الإيدز
يختلف انتشار فيروس نقص المناعة البشرية / الإيدز بين الشباب في أفريقيا جنوب الصحراء الكبرى اختلافًا كبيرًا داخل البلدان وفيما بينها. في عام 2009، استحوذت 20 دولة في أفريقيا جنوب الصحراء الكبرى على ما يقدر بنحو 69 ٪ من الإصابات الجديدة بفيروس نقص المناعة البشرية في العالم بين الشباب،  مع ما يقدر بنحو 4.3 ٪ من الشابات و 1.5 ٪ من الشباب في المنطقة المصابين بفيروس نقص المناعة البشرية. في شرق وجنوب أفريقيا، تتراوح أعمار 11.9 ٪ من السكان المصابين بفيروس نقص المناعة البشرية بين 15 و 24 سنة، مع 710,000 من شباب جنوب أفريقيا، وهم أكبر عدد من الشباب في أي بلد أفريقي، ويعيشون مع فيروس نقص المناعة البشرية / الإيدز. 

### برامج الوقاية
يقترح أن تدخلات السلوك الصحي المنفذة في الأماكن اليومية، مثل المدارس و «المعسكرات»، يمكن أن تؤدي إلى زيادة الفعالية في تقليل عدد الشباب المصابين بفيروس نقص المناعة البشرية، بدلاً من تنفيذ الخطط في مرافق صحية متخصصة.
يستهدف العديد من برامج الوقاية هذه السكان الشباب حيث يُنظر إليهم على أنهم «نافذة الأمل» في العديد من البلدان الإفريقية، ولكن العديد منها يستهدف النساء بشكل غير عادل. تقترح فاريا (2008) أنه من بين الحملات التي تعزز الامتناع عن ممارسة الجنس كوسيلة للوقاية من فيروس نقص المناعة البشرية، يتم توجيه النساء الشابات إلى تحمل المسؤولية، في حين يتم أخذ الانتباه عن النشاط الجنسي والسلوك المحفوف بالمخاطر المرتبط بالشبان. 

### الصحة النفسية
حاولت منظمة الصحة العالمية (WHO) رفع مستوى الصحة النفسية للشباب من خلال خطة عمل الفجوة في الصحة العقلية. كان هناك دافع لإدراج الصحة العقلية في الأهداف الإنمائية للألفية. في معظم البلدان الأفريقية جنوب الصحراء الكبرى، لا يوجد طريق واضح للوصول إلى العلاج، ويحتفظ المرض العقلي بقدر من الوصمة، كما يتضح من خلال مرافق الصحة العقلية المحدودة وغير القياسية في جميع أنحاء المنطقة.